# Anchor Island

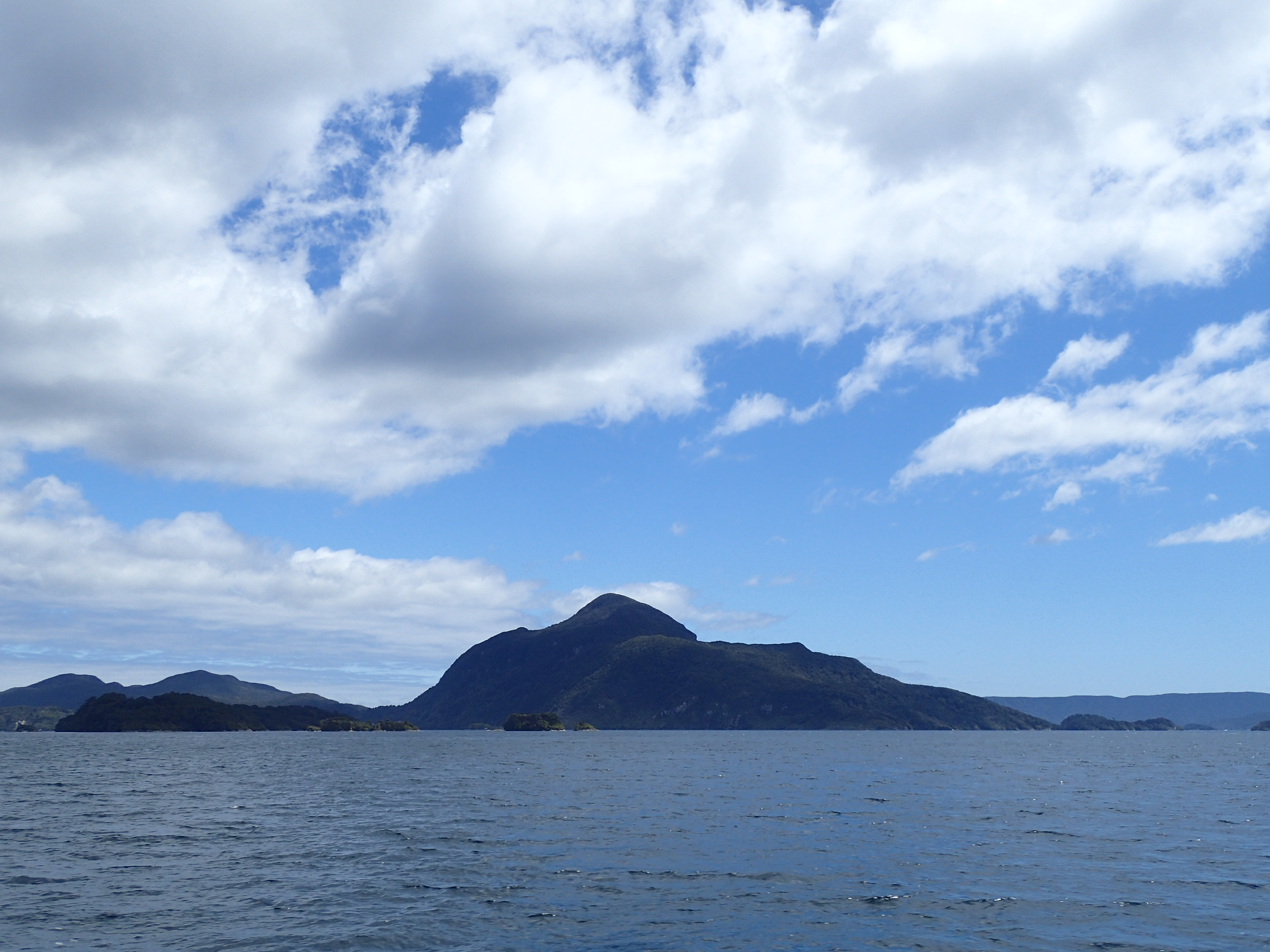
Insel Anchor Island in Neuseeland (2017)

Anchor Island (in der Sprache der Maori Pukenui) ist eine Insel im Tamatea / Dusky Sound im Fiordland-Nationalpark im Southland District  in Neuseeland. Die Insel hat eine Fläche von 1380 Hektar, eine Höhe von 417 m und ist 2,5 km vom Festland entfernt. Sie wird vom Department of Conservation als Schutzgebiet für gefährdete Vogelarten wie Tieke (Philesturnus carunculatus) und Kakapo genutzt. Der Kakapo kommt außer auf Anchor Island nur noch auf Codfish Island / Whenua Hou vor.